# Helichrysum biafranum
Espèce
Synonymes
- Gnaphalium biafranum Benth. & Hook.f.[1]

Statut de conservation UICN

 VU D2 : Vulnérable
Helichrysum biafranum Hook.f. est une espèce de plantes de la famille des Asteraceae et du genre Helichrysum, endémique du Cameroun.

## Étymologie
Son épithète spécifique biafranum fait référence au golfe du Biafra, proche du mont Cameroun, où l'espèce a été découverte.

## Description
Endémique du Cameroun, cette espèce de plante à fleurs est une herbe ligneuse qui a été localisée à deux reprises, d'abord en 1862, puis en 1952, dans la zone du Mont Cameroun, aux environs de Mann's Spring, en lisière de la forêt montagnarde, à une altitude d'environ 2 100-2 200 m. Les recherches ultérieures n'ayant pas abouti pour le moment, elle est jugée menacée.